# Cape Keraudren
Cape Keraudren är en udde i Australien. Den ligger i delstaten Western Australia, omkring 1 400 kilometer norr om delstatshuvudstaden Perth.
Trakten runt Cape Keraudren är nära nog obefolkad, med mindre än två invånare per kvadratkilometer.. Det finns inga samhällen i närheten.
Omgivningarna runt Cape Keraudren är i huvudsak ett öppet busklandskap. Savannklimat råder i trakten. Genomsnittlig årsnederbörd är 675 millimeter. Den regnigaste månaden är januari, med i genomsnitt 277 mm nederbörd, och den torraste är september, med 1 mm nederbörd.